# Jacek Przepiórski
Jacek Przepiórski (ur. w 1966 r.) – polski inżynier chemik, profesor nauk technicznych. Prorektor ds. nauki Zachodniopomorskiego Uniwersytetu Technologicznego w Szczecinie w kadencji 2016–2020 i 2020–2024.

## Życiorys
W 1991 r. ukończył studia chemiczne w Politechnice Szczecińskiej, w 1998 r. obronił pracę doktorską, w 2008 r. otrzymał stopień doktora habilitowanego. W 2015 r. uzyskał tytuł profesora nauk technicznych.
Pracuje na Zachodniopomorskim Uniwersytecie Technologicznym w Szczecinie.